# 嘆きの天使 (ドクター・フー)

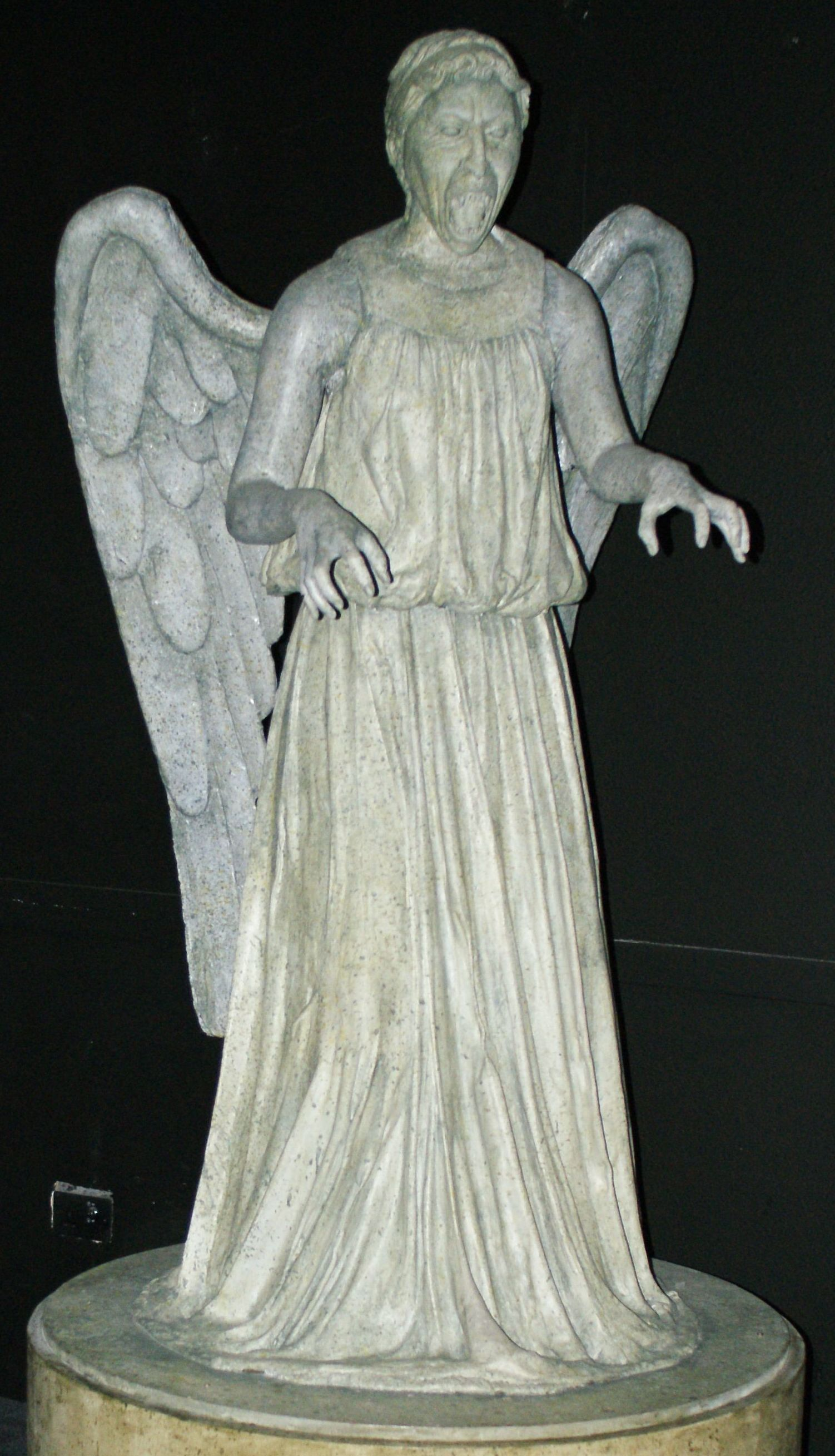
嘆きの天使

嘆きの天使（なげきのてんし、英語: Weeping Angel）または忍び泣く天使（しのびなくてんし）は、イギリスBBCのテレビドラマ『ドクター・フー』及びそのスピンオフ作品『CLASS/クラス』に登場する地球外生命体の1種。
その名の通り、顔を手で覆って泣いているかのような姿をした天使の石像である。しかしその性質は善良とは言いがたいもので、他者に視認されている状況では石像化し動けないが、誰にも見られていない状況下にあると高速で動き対象を殺害ないし過去へ転送する。宇宙が誕生した頃と同時期に発生し、出身地である惑星は明かされていない。
脚本家スティーヴン・モファットが考案した。第3シリーズ「まばたきするな」において初登場を果たし、同話はヒューゴー賞を受賞するなど高い評価を得た。

## 特徴
先述の通り、何者かに見られていると石像化し一切の動作が取れなくなる。これは量子ゼノン効果（クォンタム・ロック）によるものである。このため他種族とのコミュニケーションはほぼ不可能であり、長い時の中で性質が歪み非常に凶悪な存在と化している。同種族間でのコミュニケーションは取ることができ、ときには集団で対象を襲う。この際同種族でも視認されることで石像化するため、互いに手で目を隠しつつ行動する必要がある。嘆きの天使と呼称される理由は、その顔を覆う姿がすすり泣いているかのように見えるためである。なお天使が言葉を発することはないが、笑い声として金切り声を上げることはある。
何者の視界にも入っていないとき、天使は超高速での行動が可能である。その行動速度ゆえ、瞬きなどでごく短時間でも見られていない時間があると攻撃対象に限りなく接近できる。攻撃対象に触れることで対象を過去へ飛ばし、対象が本来生きるはずであった時間軸に残る時間エネルギーを糧とする。飛ばす時間は天使によって異なり、同一の天使であれば同じ時代に転送されることがある。なお、対象を時間移動させず空間移動のみさせることも可能である。また、時間移動や空間移動を伴わずに接触し対象を殺害することもあるため絶対に違う時代や場所へ飛ばされるとは限らない。
第5シリーズで明かされた特性として、天使の姿をしたものは全て天使になるというものがある。これは、映像や写真などで天使の姿を反映した物は本物の天使と化すということであり、第5シリーズ「天使の時間」では記録映像に映った天使が動き出し画面外へ出現するシーンがある。当然、これで発生した天使にも上記のような能力が備わっている。
さらに同シリーズ「肉体と石」では、天使と長時間目を合わせた生物は天使化するということが明かされた。天使と長時間目を合わせたことで眼に天使が入り込み、体の内側から天使に変化していく。変化の途中では目から砂が零れ落ちたり、知らず知らずのうちに数字をカウントダウンしたりという行動が見られる。
遭遇した際の対処法は瞬きすることなく天使を見続けてその場を離れる、天使の目の前に鏡を設置するなどである。また「見られている」ことに危険性を感じているため、目を瞑っていても見られていると思い込めば石像化することがある。しかし世界中に散らばる全ての石像が天使である可能性が示唆されており、完全に逃げ切ることは難しい。

## 劇中での登場

### 第3シリーズ
「まばたきするな」に登場。ウェスター・ドラムリンズ邸に潜伏し、訪れた人間を過去へ送って時間エネルギーを得ていた。10代目ドクターとマーサ・ジョーンズを1969年へ飛ばし、その後サリー・スパロウとともに館を探索しに来たキャシー・ナイチンゲールを1920年へ転送。サリーはキャシーの孫から彼女の遺言書を受け取りそれに従って彼女の弟ラリーと協力、同時にキャシーの捜索願を警察に提出した。この間天使はサリーを幾度となく追跡しており、館での失踪事件を捜査するビリー・トプソン警部を1969年に飛ばす。しかしドクターとビリーらが手を組みDVDへサリー宛の映像を17種類組み込むことでサリーとラリーが天使の存在を知り、2人はターディスをドクターの下に送ろうとする。
天使の目的はドクターのターディスを手に入れることであり、天使がサリーを追跡していたのは彼女がターディスの鍵を持っていたからだった。天使はサリーとラリーを襲撃し2人の入ったターディスを包囲するが、ターディスが時空移動して消えたことで互いを視認してしまい4体の天使は活動を停止する。
このエピソードにおいて、地球上全ての石像が天使である可能性が暗示された。

### 第5シリーズ
「天使の時間」「肉体と石」に登場。寺院に墜落した宇宙船ビザンティウム号の積み荷に天使がいたとしてリバー・ソングと11代目ドクター、オクタヴィアン神父らが調査を開始する。この時に記録映像に映った天使が実体化しエイミー・ポンドを襲撃、彼女は映像を停止することで天使を消滅させる。しかしこの時エイミーは天使の目を見つめていたため、エイミーの内部に天使が侵入し、本人は気づかないままに天使化が開始される。
墜落で嘆きの天使が目覚め外へ逃走した可能性があるとして地下遺跡を探索するうち、地下遺跡の石像が全て嘆きの天使であることが発覚する。ビザンティウム号がこの星に墜落したのは天使の計画であり、宇宙船のエネルギーを利用して休眠中の仲間を覚醒させるためであった。オクタヴィアン神父の部下が次々と天使により殺害されていく中、ドクターたちはビザンティウム号に逃げ込んでいく。その最中、ビザンティウム号内部に時空間の裂け目があることが判明し、ドクターたちと天使の双方が裂け目に脅かされることとなる。
ドクターはビザンティウム号でまだ起動していた重力装置をシャットダウンし、天使を宇宙船の重力方向でなく惑星の重力方向に落下させ裂け目に落とし消滅させる。この時、エイミーの眼の中に入った天使も消滅した。

### 第6シリーズ
「閉ざされたホテル」に登場。チブス星人のギビスに用意された部屋に嘆きの天使が存在した。暗くなっても動かなかったことから偽物と判明したが、天使の姿をした物は全て天使になることから、これらの偽物の天使も後に本物の天使になった可能性がある。

### 第7シリーズ前半

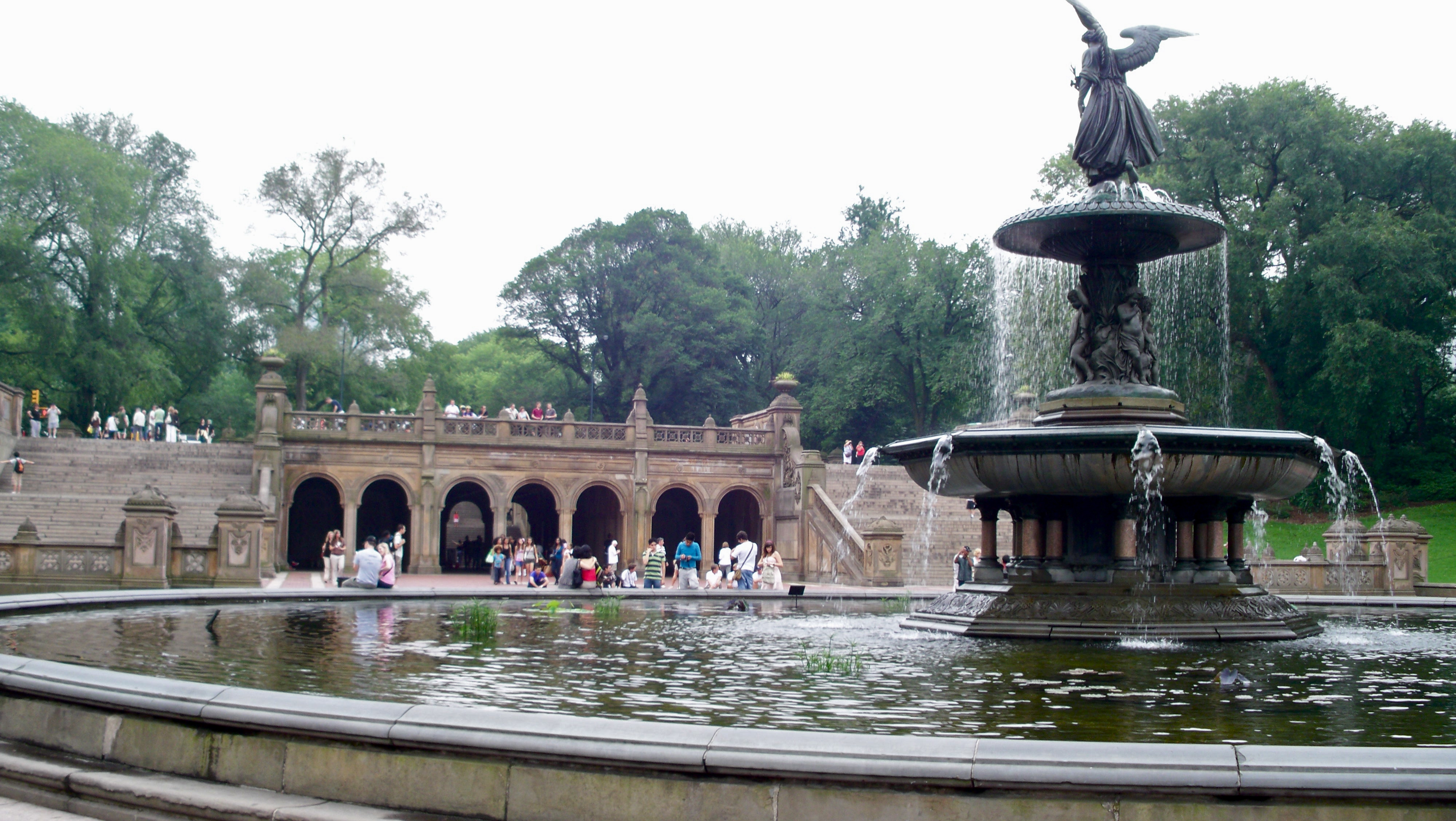
ローリーが襲われたべセスタ噴水。右に写る小さな天使の1体が嘆きの天使であった。

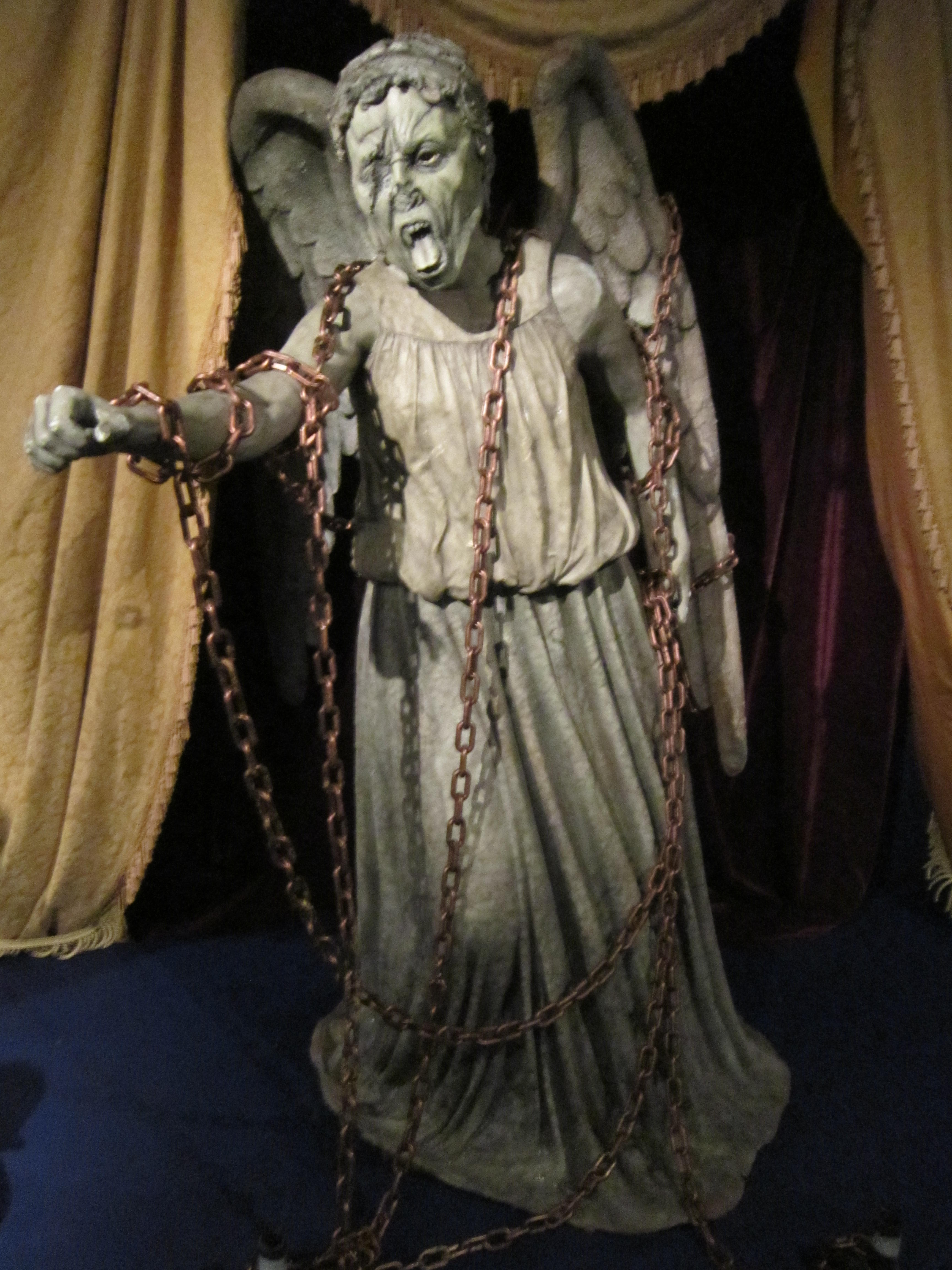
登場する天使の一体

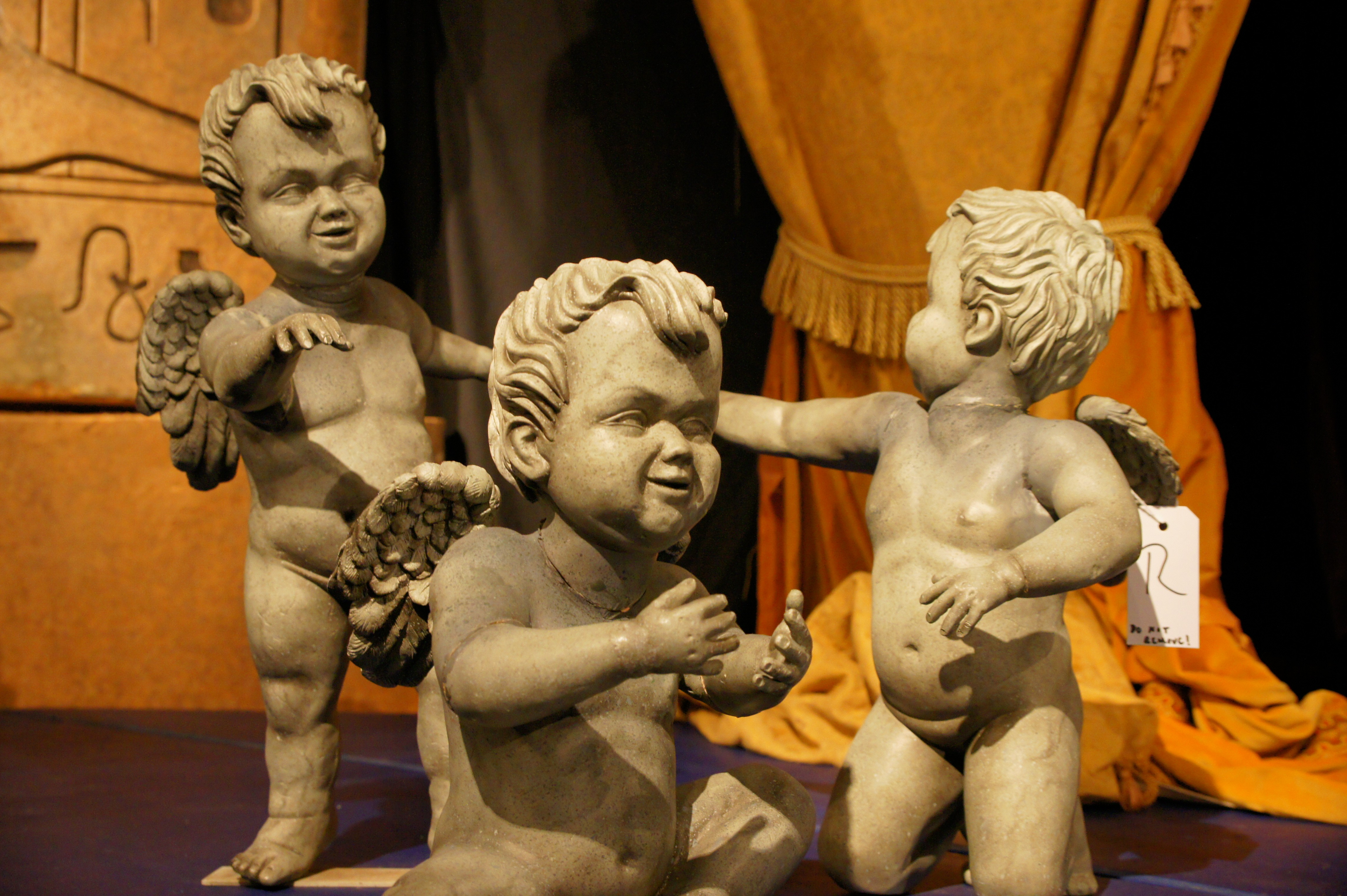
天使の幼体

「マンハッタン占領」に登場。2012年のニューヨークマンハッタンのセントラル・パークに潜伏しており、買い物に出かけたローリー・ウィリアムズを襲撃し1938年へ飛ばす。天使たちは1938年のマンハッタンを拠点にしており、ビルに獲物をかき集めて幾度となく過去へ飛ばしエネルギーを得ていた。11代目ドクターたちは襲撃を受けながらもローリーの下へ辿り着くが、未来のローリーがそこで老衰で死ぬ様子を目撃する。現在のローリーはエイミーとともにビルから飛び降り自殺してタイムパラドックスを起こし、天使たちはパラドックスの影響で消滅した。
しかし2012年の墓地にたった1体の生き残りがおり、ローリーは再び過去へ飛ばされそこで死亡する。彼の死を知ったエイミーもローリーの後を追って自ら過去へ飛ばされ、墓地にある碑銘に2人の名が刻み込まれた。
今回のエピソードで幼体の天使が登場、マッチの火を吐息で吹き消してローリーを空間移動させビルに転送した。またセントラルパークのベセスダ噴水の天使像や自由の女神までもが嘆きの天使であることが明らかになった。

### 第7シリーズ後半
2013年クリスマススペシャル「ドクターの時」に登場。ペイパル・メインフレームが惑星トレンザロアをシールドで覆う以前に惑星に降り立っており、11代目ドクターとクララが到着した時には雪に埋没していた。クララに触れられたことにより活性化し2人を襲撃する。降雪で極めて視界が悪い状況だったが、ドクターは隠し持っていたターディスの鍵を使ってターディスを呼び出し、2人だけを覆うことで天使の攻撃から逃れた。その後、少なくとも1体の天使がクリスマス村を襲撃したが鏡で石像化させられている描写がある。

### 第9シリーズ
「時空の果てで」に登場。数体の天使がギャリフレイの修道院にいる様子が描写された。ケーブルに絡まり移動能力は著しく低下しているものの、視線を外すと依然として高速で襲ってくる。

### CLASS/クラス
最終話「迷えし者」に登場。天使を崇拝し使役する「理事会」が登場し、コールヒル高校の女校長が天使により殺害される。このとき、理事会は集団で天使を見つめることで天使を停止させ、全員が背くことで天使を動かし女校長を処刑していた。校長が過去へ飛ばされることはなかった。

## SCP-173との関係
4chan発祥の怪異創作サイトSCP財団に掲載されているSCPオブジェクトの1つSCP-173「彫刻 - オリジナル」と嘆きの天使の関連性が指摘されている。SCP-173は嘆きの天使と同様に、何者かに視認されている状況では動けないが、見られていないと高速で動き攻撃対象を殺害する異常存在であり、性質が酷似している。SCP-173が4chanに投稿された最古の記録は2007年6月22日で、これはアメリカ合衆国における「まばたきするな」の初放送よりも早く、またイギリスにおける初放送（2007年6月9日）の約2週間後である。SCP財団はおそらく嘆きの天使はSCP-173の元ネタではないとコメントしている。
なお、ジョークオブジェクトであるSCP-007-J「生きているマフィン」ではSCP-173が嘆きの天使のようなコンクリートの彫像として言及されている。